# 荒田俊雄
荒田 俊雄 KBE（Sir Arata Toshio , KBE , あらた としお、大正12年（1923年）2月17日 - 2009年（平成21年）12月22日）は、日本の銀行家、ベアリング実業家。日本精工代表取締役社長、会長、名誉社友。ナイト、従四位勲二等瑞宝章。名誉法学博士（ダラム大学）。

## 経歴
- 1923年 - 東京府渋谷区生まれ。
- 1947年 - 慶應義塾大学予科を経て、同年9月に経済学部卒業。予科時代の同級生にイビデン会長の多賀潤一郎[1]。
  - 同年10月 - 安田銀行（後の富士銀行）入行。
- 1962年 - 日本精工株式会社入社。
- 1980年 - 常務、専務を経て代表取締役副社長。
- 1984年 - 代表取締役社長。
- 1988年 - 社団法人日本ベアリング工業会会長。
- 1990年 - 公益財団法人NSKメカトロニクス技術高度化財団理事長。
- 1994年 - 代表取締役会長。
- 2009年 - 相談役、名誉顧問を経て名誉社友。
  - 同年12月 - 老衰のため死去。

## 栄典
- 1983年 - 藍綬褒章
- 1993年 - 勲二等瑞宝章
- 1996年 - 英国立ダラム大学より名誉法学博士号（民法学）授与。
- 1997年 - Knight Commander of The Most Excellent Order of British Empire（大英帝国勲章KBE）受章。
- 2010年 - 従四位追贈[2]。